# Ketanji Brown Jackson

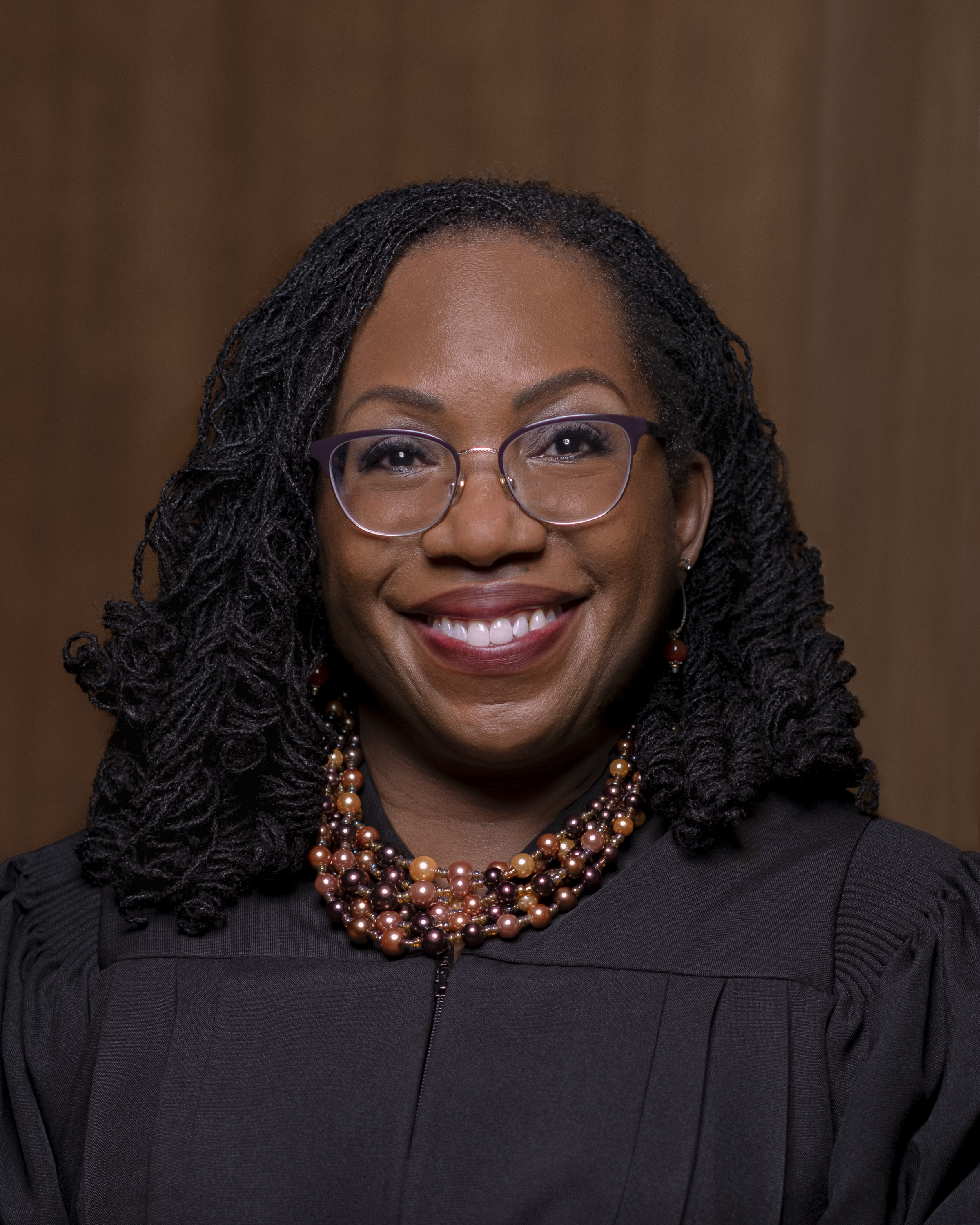
Offizielles Supreme-Court-Porträt von Ketanji Brown Jackson (Juni 2022)

Ketanji Onyika Brown Jackson (* 14. September 1970 in Washington, D.C. als Ketanji Onyika Brown) ist eine US-amerikanische Juristin und seit dem 30. Juni 2022 Richterin am Obersten Gerichtshof der Vereinigten Staaten (Supreme Court). Jackson wurde von US-Präsident Joe Biden für die Nachfolge von Richter Stephen Breyer nominiert; am 7. April 2022 bestätigte der Senat der Vereinigten Staaten ihre Ernennung mit 53:47 Stimmen. Sie ist die erste schwarze Frau, die dieses Amt bekleidet. Ende September 2022 wurde sie in einer Zeremonie in Washington in Anwesenheit von Präsident Biden in ihr Amt eingeführt.

## Leben und Wirken
Jackson wurde 1970 als Ketanji Onyika Brown in eine afroamerikanische Familie in Washington, D.C. geboren  und wuchs in Miami, Florida, auf. Ihre Mutter war Direktorin einer Highschool, ihr Vater Anwalt an einer Bezirksschulbehörde. Jackson hat einen jüngeren Bruder, der ebenfalls Jurist ist. Seit 1996 ist sie mit dem Chirurgen Patrick G. Jackson verheiratet; das Ehepaar hat zwei Töchter. Ketanji Brown Jackson ist zudem weitläufig mit dem ehemaligen Sprecher des US-Repräsentantenhauses, dem Republikaner Paul Ryan, verschwägert. Ihr Ehemann Patrick hat einen Zwillingsbruder, William Jackson. William Jacksons Ehefrau Dana ist die Schwester von Paul Ryans Ehefrau, Janna.
Jackson studierte an der Harvard University, zunächst mit dem Abschluss Bachelor of Arts, dann an der Harvard Law School mit dem Abschluss Juris Doctor. Dort zählte sie zu den Herausgebern der Harvard Law Review. Nach ihrem Studium fungierte sie an mehreren höheren Gerichten als juristische Assistentin (law clerk), so von 1999 bis 2000 am Obersten Gerichtshof für den Richter Stephen Breyer. Bereits von 1998 bis 1999 sowie erneut ab 2000 war sie als Rechtsanwältin tätig. Von 2003 bis 2005 war sie assistant special counsel bei der United States Sentencing Commission, die Richtlinien für die Strafbemessung an Bundesgerichten erstellt. 2005 nahm sie die Stelle eines assistant federal public defender (Pflichtverteidiger) im District of Columbia an. Von 2007 bis 2010 war sie als Anwältin für die Kanzlei Morrison & Foerster tätig. 2009 nominierte Präsident Barack Obama sie als Vizevorsitzende der United States Sentencing Commission; nach der einmütigen Bestätigung durch den Senat der Vereinigten Staaten trat sie diese Stelle 2010 an.
Am 20. September 2012 wurde Ketanji Brown Jackson von Präsident Obama für einen der Richtersitze am United States District Court for the District of Columbia nominiert. Nachdem es in der damaligen Sitzungsperiode des Senats nicht zu einer Abstimmung über ihre Bestätigung gekommen war, erneuerte Obama die Nominierung im nächsten Kongress. Am 22. März 2013 wurde sie vom Senat bestätigt und trat am 26. März 2013 das Amt als Bundesrichterin an.
Präsident Joe Biden nominierte Jackson am 19. April 2021 für einen Sitz am United States Court of Appeals for the District of Columbia Circuit, der als zweitwichtigstes Gericht der USA gilt. Der Sitz war durch die Berufung von Merrick B. Garland zum US-Justizminister frei geworden. Am 14. Juni 2021 wurde sie vom Senat mit 53 Ja-Stimmen bei 44 Nein-Stimmen bestätigt; dabei erhielt sie die Zustimmung aller Senatoren aus der Fraktion der Demokraten, während von den Republikanern nur Susan Collins, Lindsey Graham und Lisa Murkowski mit „Ja“ stimmten. Am 17. Juni 2021 trat sie ihr neues Amt an.

## Nominierung zum Supreme Court

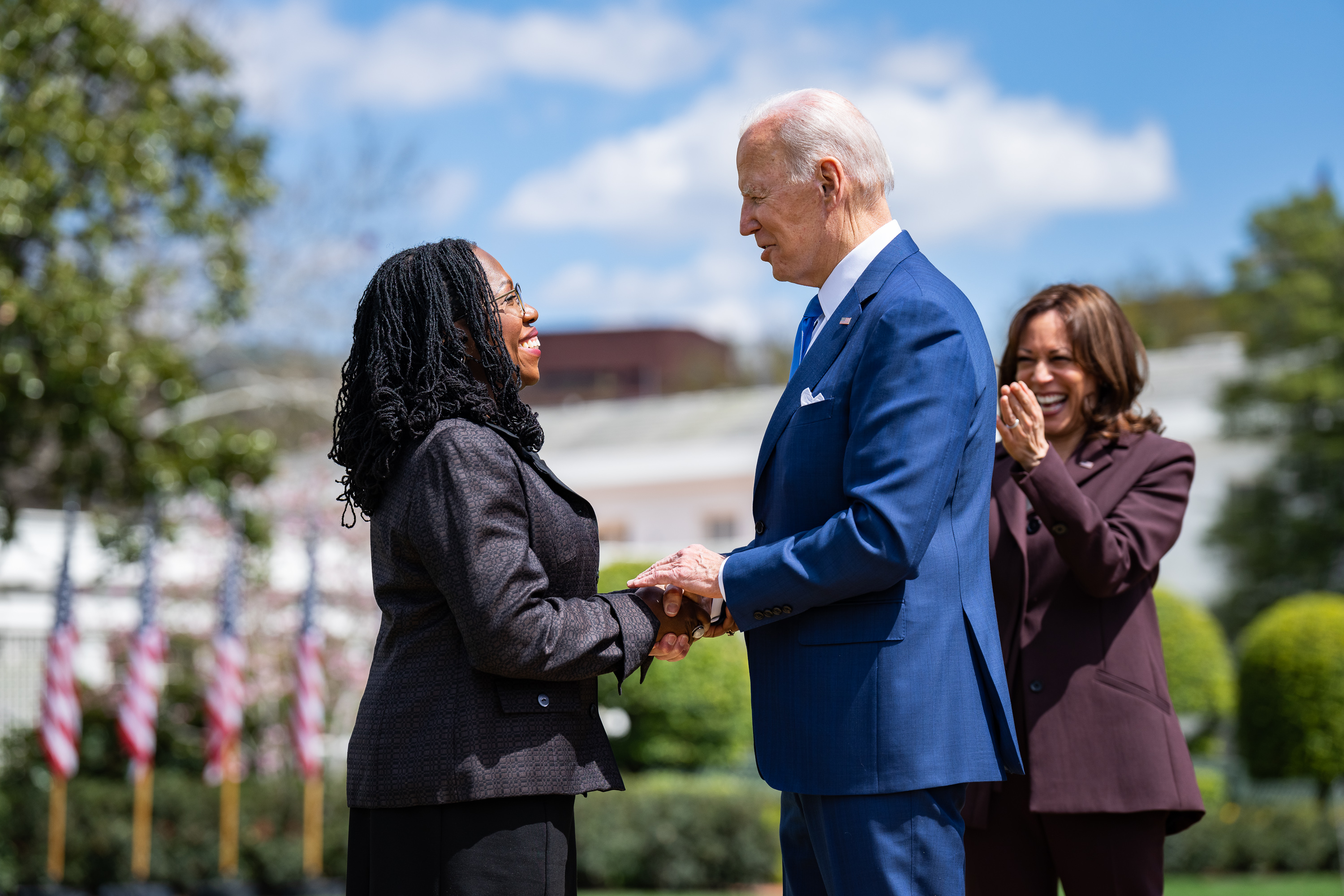
Präsident Biden gratuliert Jackson zu ihrer Bestätigung durch den Senat. Im Hintergrund rechts Vizepräsidentin Kamala Harris.

Nachdem Biden im Präsidentschaftswahlkampf 2020 erklärt hatte, erstmals in der Geschichte der USA eine schwarze Frau an den Obersten Gerichtshof berufen zu wollen, galt Jackson seit Bidens Amtsantritt, zumal nach ihrer Berufung an den Circuit Court, als eine aussichtsreiche Kandidatin. Seit am 26. Januar 2022 bekannt wurde, dass Richter Stephen Breyer im Sommer des Jahres aus dem Obersten Gerichtshof ausscheiden möchte, wurde in den Medien ihr Name an vorderer Stelle für eine mögliche Nominierung genannt. Am 25. Februar 2022 kündigte Biden an, sie für den Obersten Gerichtshof zu nominieren.
Ende März 2022 fand Jacksons Anhörung im Justizausschuss des Senats statt. Für ihre Bestätigung benötigten die Demokraten die einfache Mehrheit der Senatoren, über die sie verfügten. Am 25. März erklärte Joe Manchin, der sonst oft ein Abweichler in den eigenen Reihen ist, für Jackson stimmen zu wollen, womit ihre Bestätigung als gesichert galt.
Am 7. April 2022 wurde ihre Nominierung für das Richteramt vom Senat mit 53 zu 47 Stimmen bestätigt. Neben allen 48 demokratischen Senatoren und den beiden unabhängigen Mitgliedern ihrer Fraktion erhielt sie auch die Stimmen von drei republikanischen Senatoren: Susan Collins, Lisa Murkowski und Mitt Romney.

## Juristische Positionen
Grundsätzlich vermeiden es für den Supreme Court nominierte Juristen, sich ausführlich zu ihren juristischen Positionen zu äußern. Politische Kommentatoren erwarten aber, dass Jackson eine verlässliche liberale Stimme im Supreme Court sein wird. Da sie mit Breyer einen Richter mit ähnlichen Ansichten ersetzt, ist es unwahrscheinlich, dass ihre Wahl die Ausrichtung des Gerichtshofs wesentlich verändern wird.

## Werke
- Lovely One. Random House, New York 2024, ISBN 978-0-593-72990-8.

## Belege
1. ↑  US-Senat bestätigt erste schwarze Richterin am Supreme Court. In: tagesschau.de. 7. April 2022, abgerufen am 7. April 2022.
2. ↑  Questionnaire for judicial nominees. (PDF) United States Senate Committee on the Judiciary, abgerufen am 2. Februar 2022 (englisch).
3. ↑  Colleen Long, Michael Balsamo, Zeke Miller: AP Source: Biden taps Ketanji Brown Jackson for high court. In: AP News. 25. Februar 2022, abgerufen am 25. Februar 2022 (englisch).
4. ↑  Auflistung der Stimmen (Roll Call) auf der Webseite des US-Senats.
5. ↑  Charlie Savage: Judge Ketanji Brown Jackson is among the leading candidates to succeed Justice Breyer. In: nytimes.com. The New York Times, 26. Januar 2022, abgerufen am 27. Januar 2022.
6. ↑  Elaine Godfrey: Biden’s Likeliest Supreme Court Pick. In: theatlantic.com. The Atlantic, 26. Januar 2022, abgerufen am 27. Januar 2022.
7. ↑  Katie Rogers: Live Updates: Biden Picks Ketanji Brown Jackson for Supreme Court. In: The New York Times. 25. Februar 2022, abgerufen am 25. Februar 2022 (englisch).
8. ↑  Barbara Sprunt: Judge Ketanji Brown Jackson confirmation hearings: What happened Thursday. In: NPR. 24. März 2022 (npr.org [abgerufen am 25. März 2022]).
9. ↑  Clare Foran: Manchin says he will vote for Supreme Court nominee Ketanji Brown Jackson. In: CNN politics. 25. März 2022, abgerufen am 25. März 2022.
10. ↑  Burgess Everett, Marianne Levine: Ketanji Brown Jackson confirmed as first Black woman on Supreme Court. In: Politico. 7. April 2022, abgerufen am 7. April 2022 (englisch).
11. ↑  Amelia Thomson-DeVeaux: How Ketanji Brown Jackson Could Change The Supreme Court. In: FiveThirtyEight. 25. Februar 2022, abgerufen am 25. März 2022 (amerikanisches Englisch).
12. ↑  Adam Liptak: A groundbreaking nomination who’s unlikely to reshape the Supreme Court. In: The New York Times. 25. Februar 2022, ISSN 0362-4331 (nytimes.com [abgerufen am 25. März 2022]).

| Personendaten    | Personendaten                                                                           |
| ---------------- | --------------------------------------------------------------------------------------- |
| NAME             | Jackson, Ketanji Brown                                                                  |
| ALTERNATIVNAMEN  | Brown, Ketanji Onyika (Geburtsname); Jackson, Ketanji Onyika Brown (vollständiger Name) |
| KURZBESCHREIBUNG | US-amerikanische Juristin                                                               |
| GEBURTSDATUM     | 14. September 1970                                                                      |
| GEBURTSORT       | Washington, D.C.                                                                        |